# С любовью к Единственной
С любовью к Единственной — седьмой студийный альбом российского поп-певца Филиппа Киркорова, в который вошло 18 песен.

## Особенности альбома
- Этот альбом — первый, в который вошли песни, созданные на студии А. Лопатина, впоследствии записавшего большинство хитов артиста.[1]

- В 1998 году в интервью Ксении Стриж в телепередаче «Стриж и другие» Ф. Киркоров рассказал, что считает этот альбом не очень удачным: он не записывался целенаправленно, а был собран из песен, которые вышли в предыдущие 10 лет на разных сборниках и в телепрограммах.[2]

## Список композиций
| №   | Название                                           | Текст песни                               | Музыка             | Длительность |
| --- | -------------------------------------------------- | ----------------------------------------- | ------------------ | ------------ |
| 1.  | «Единственная» (1997)                              | О. Газманов                               | О. Газманов        | 5:25         |
| 2.  | «Этот целый мир» (1997)                            | Г. Филиппов                               | Г. Филиппов        | 4:26         |
| 3.  | «Лишь бы ты меня ждала» (1998)                     | И. Николаев                               | Д. Форсайт         | 3:07         |
| 4.  | «Медсестра» (2 версия, 1998)                       | В. Мануйлов                               | В. Мануйлов        | 3:46         |
| 5.  | «Улетай, туча!» (2 версия, 1997)                   | В. Резников                               | В. Резников        | 4:08         |
| 6.  | «Поздно» (1997)                                    | И. Резник                                 | А. Пугачева        | 3:55         |
| 7.  | «Уходило лето» (1997)                              | В. Луговой                                | Р. Сойа; О. Брайен | 2:54         |
| 8.  | «На несколько теплых дней» (сокращённая, 1990)     | О. Серебренников                          | В. Владимиров      | 4:34         |
| 9.  | «Лишних слов не надо / Блюз» (1994)                | Г. Белкин                                 | К. Логанов         | 3:46         |
| 10. | «Птица певчая» (1997)                              | Я. Трусов                                 | А. Лукьянов        | 3:53         |
| 11. | «Мало» (1997)                                      | В. Сауткин                                | В. Пресняков мл.   | 4:58         |
| 12. | «Ди Лайла» (1996)                                  | О. Гаджикасимов                           | Л. Рид             | 4:07         |
| 13. | «Сон» (1988)                                       | А. Шафажинская                            | Н. Андреев         | 3:28         |
| 14. | «Я встретил девушку» (1995)                        | М. Турсун-заде, русский текст Г. Регистан | А. Бабаев          | 3:29         |
| 15. | «Москва златоглавая / Конфетки — бараночки» (1997) | народные                                  | Ш. Секунда         | 4:15         |
| 16. | «Горчиво вино» (болг. яз., 1997)                   | Е. Евтимов                                | Т. Русев           | 3:59         |
| 17. | «Прощальный блюз» (1994)                           | Р. Казакова                               | А. Лукьянов        | 4:23         |
| 18. | «Casta Diva» (ит. яз., 1997)                       | В. Беллини                                | В. Беллини         | 4:49         |

## История создания

### Студии записи
- «Салам» в Твери — 4, 5, 6, 10, 11, 16
- «Студия Полифон» — 7, 12, 14
- «Микс Медия» — 1, 2
- студия «Мосфильм» — 3, 15, 18

### Аранжировки
- В. Демьянов — 3, 4, 5, 6, 10, 11, 16
- Артур А’Ким — 1, 2
- Д. Атовмян — 3
- Ф. Ильиных — 7, 12, 14
- Е. Кобылянский — 9, 17
- Джим Мосс

### Звукорежиссёры
В. Демьянов, Г. Папин, С. Оганесян, С. Теплов, В. Заричный, А. Иванов

### Музыканты
- Российский государственный симфонический оркестр кинематографии. Дирижёр — заслуженный деятель искусств России С. Скрипка (3, 18)
- Вокальная группа «Вокал Бэнд»
- Соло-гитара — Талгат Тухтамышев
- Духовая группа «Студио-Транзит», руководитель — А. Батыченко

## Видео
- Клипы сняты на песни:
  - 1. «Единственная» — 1997 год
  - 3. «Лишь бы ты меня ждала» — 1998 год
  - 4. «Медсестра» — 1998 год
  - 7. «Уходило лето» — 1997 год
  - 8. «На несколько тёплых дней» — 1990 год
  - 11. «Мало» — 1997 год

- В проекте «Старые песни о главном» сняты песни:
  - 1995 год — «Я встретил девушку»
  - 1996 год — «Ди Лайла»
  - 1997 год — «Уходило лето»

- В фильме «10 песен о Москве» снят ролик на песню «Москва златоглавая» (сентябрь1997 года)
- 10 песен с альбома исполнены в шоу «Лучшее, любимое и только для Вас!» (март 1998 года), вошедшее в Книгу рекордов Гиннесса: (1, 2, 3, 5, 6, 7, 10, 11, 14, 18)

## Награды
- 1997 год:
  - фестиваль Песня года — песни «Мало», «Единственная»
  - премия Золотой граммофон — песня «Улетай, туча!»

- 1998 год:
  - фестиваль Песня года — песня «Медсестра»

## Оформление
В буклете к альбому напечатан календарь на март 1998 — февраль 1999 годов с указанием важных событий для Ф. Киркорова и А. Пугачёвой:
- 1 марта — первое воскресенье весны
- 8 марта — день выхода альбома «С любовью к Единственной» на «Экстрафон рекордс»
- 15 марта — день бракосочетания Ф. Киркорова и А. Пугачёвой в Санкт-Петербурге
- 8 апреля — день ангела А. Пугачёвой
- 15 апреля — день рождения А. Пугачёвой
- 30 апреля — день рождения Ф. Киркорова
- 15 мая — венчание Ф. Киркорова и А. Пугачёвой в Иерусалиме
- 23 ноября — день признания в любви
- 27 ноября — день ангела Ф. Киркорова
- 13 января — помолвка Ф. Киркорова и А. Пугачёвой
- 14 февраля — день всех влюблённых (св. Валентина)

## Кавер-версии
- «Casta Diva» (ария из оперы «Норма»)
- «Горчиво вино» Веселина Маринова
- «Ди Лайла» — «Delilah» Том Джонс
- «Лишь бы ты меня ждала» — «Go» Scott Fitzgerald
- «Поздно» А. Пугачёвой и В. Леонтьева
- «Улетай, туча!» А. Пугачёвой
- «Уходило лето» — «Cara mia» Baccara
- «Я встретил девушку» Р. Бейбутова
- «Будь что будет» — «Ay, Ay Sailor» Baccara